# NGC 634
NGC 634 je galaksija u zviježđu Trokut.

## Vanjske poveznice
- SEDS: NGC 0634